# Manekia naranjoana
Manekia naranjoana là một loài thực vật có hoa trong họ Hồ tiêu. Loài này được (C. DC.) Callejas mô tả khoa học đầu tiên năm 2004.